# Socijalistička Republika Srbija
Socijalistička Republika Srbija je bila jedna od 6 republika u Jugoslaviji. Preimenovana je u "Socijalističku Republiku" kad i ostale jugoslavenske republike, Ustavom iz 1963., a 1990. godine je promijenila naziv u Republika Srbija. Bila je najveća i najmnogoljudnija jugoslavenska republika, tek treća po razvijenosti (poslije SR Slovenije i SR Hrvatske). Glavni grad SR Srbije bio je i glavni grad Socijalističke Federativne Republike Jugoslavije - Beograd. U njezinom su sastavu bile i dvije pokrajine: SAP Vojvodina i SAP Kosovo, od kojih je prva pripadala najrazvijenijim krajevima SFRJ, a druga najnerazvijenijim. 

## Poznatiji srbijanski komunisti
- Moša Pijade
- Aleksandar Ranković
- Ivan Stambolić